# 鞭柱唐松草
鞭柱唐松草（学名：Thalictrum smithii）为毛茛科唐松草属下的一个种。

## 扩展阅读
- 維基物種上的相關：鞭柱唐松草